# Seeshaupt

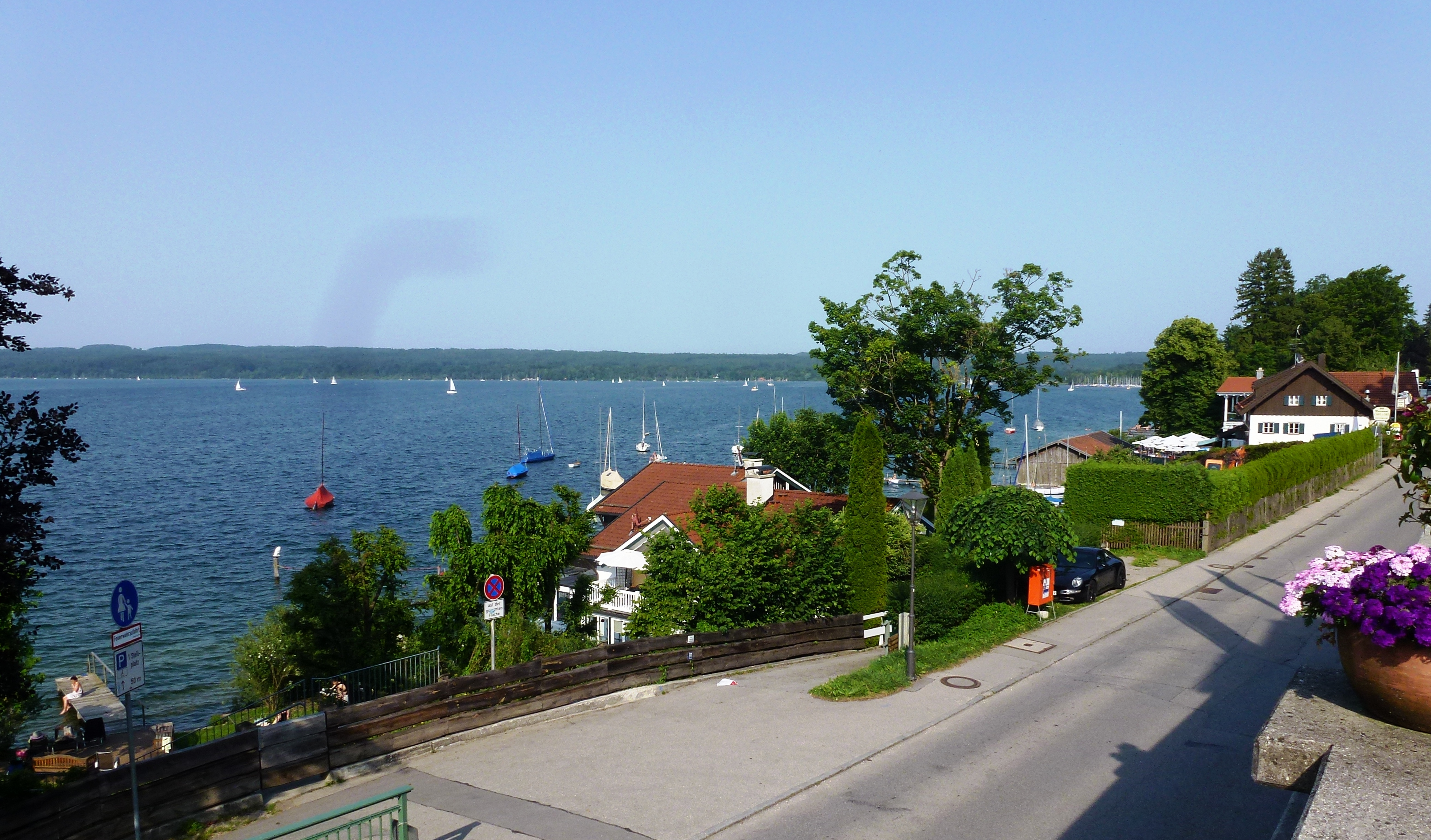
View to the Starnberger See

Seeshaupt là một đô thị tại huyện Weilheim-Schongau, bang Bayern, Đức.